# رپتایل (مورتال کامبت)
رپتایل  (به انگلیسی: Reptile) یکی از شخصیت‌های ساختگی مجموعه بازی ویدئویی مورتال کامبت است و توسط میدوی گیمز/ندررلم استودیوز منتشر شده، که برای اولین بار در نخستین قسمت این مجموعه در سال ۱۹۹۲، به عنوان یک شخصیت مخفی معرفی شد. مورتال کامبت اولین بازی فایتینگی بود که شخصیت مخفی را در سری خودش ایفا کرد، و شخصیت مخفی به گونه ای به‌اجرا در می‎آید که بازیکن بتواند یک سری مأموریت را به‌اتمام برساند.
رپتایل اهل زاتراست و دارای اختلال دوقطبی است و یک خزندهٔ انسان‌نما است، که سعی دارد آخرین عضو باقیماندهٔ سورین را پیدا کند تا دوباره گونه تقریباً منقرض شده‌شان را از انقراض نجات دهد و این کار را با وفاداری بی‌چون و چرای خود به شائو کان ثابت می‌کند. رپتایل تقریباً در همهٔ عنوان‎ها و سری‌های مورتال کامبت حضور داشته‎است، و تا قبل از تغییر کردن گذشتهٔ او در مورتال کامبت ۲۰۱۱، سعی بر انجام این هدف خود داشته‌است. استقبال طرفداران و انتقادها بر این شخصیت مثبت بوده ‎است، و انتشارات بسیار زیادی مطالب زیاد چاپی و آنلاینی دربارهٔ گذشتهٔ رپتایل از زمان نخستین حضورش به‎ عنوان یک شخصیت مخفی تاکنون، منتشر کرده ‎اند.